# SR-71 (hudební skupina)
SR-71 je americká alternativní rocková kapela z Baltimore ze státu Maryland, která vznikla v roce 1998. Jejich název pochází z názvu amerického letounu SR-71 Blackbird. Z původní sestavy, v níž frontmanovi Mitchi Allanovi sekundovali kytarista Mark Beauchemin, baskytarista Jeff Reid a bubeník Dan Garvin, zůstal pouze zpěvák Allan. Garvina vystřídal John Allen již v průběhu prvního velkého turné v roce 2001; Reid odstoupil roku 2003 kvůli zdravotním potížím, když ho postihla smrtelná rakovina plic, jíž o rok později podlehl.
V rámci původní sestavy (s výjimkou odchodu Garvina) stihla kapela vydat dvě studiová alba. Debutové album Now You See Inside z roku 2000 znamenalo zároveň vrchol úspěšnosti, singl „Right Now“ obsadil 2. pozici v Billboard Alternative Songs. Druhé album Tomorrow se již prodávalo hůře a po nepovedeném turné začaly mezi členy skupiny spory, které vyvrcholily odchodem Beauchemina ve stejný rok, kdy Reida postihla rakovina.
Allen a Allan nalezli náhradu za ztracené členy v kytaristovi Patu DeMentovi a baskytaristovi Mikovi Ruoccovi. Neúspěch a částečný rozpad kapely ovšem znamenal vyhazov od vydavatelství RCA Records, v němž první dvě studiová alba vyšla. Bez smlouvy s vydavatelem a v novém složení začali SR-71 pracovat na materiálu pro třetí album Here We Go Again, jehož celkovou produkci obstaral převážně Mitch Allan a které nakonec vyšlo během května 2004 pouze v Japonsku. Zašlou slávu kapely připomněli ve Spojených státech hudebníci ze skupiny Bowling for Soup, jejichž coververze písně „1985“ se vyhoupla na 23. místo žebříčku Billboard Hot 100.
Následující roky po vydání třetího alba se začali členové kapely věnovat více sólové tvorbě nebo jiným projektům, až nakonec roku 2007 skupina oznámila oficiální přerušení činnosti. Od té doby se několikrát sešla na pódiu a v roce 2010 dokonce vydala znovu třetí studovou desku, tentokrát již v USA.

## Historie

### Počátky (do roku 1998)
Historie kapely sahá až do roku 1995, kdy se v Baltimoru poprvé sešla prvotní sestava kapely SR-71 se zpívajícím a na kytaru hrajícím frontmanem Mitchem Allanem, Markem Beacheminem s druhou kytarou, Jeffem Reidem na baskytaře a Danem Garvinem za bubny, tehdy ještě pod názvem Allanovy školní kapely Honor Among Thieves. Z této čtveřice se spolu nejdříve setkali Allan s Garvinem; původní line-up Honor Among Thieves tvořili Allan, Seth Lankin (kytara), Dave Scheraga (basová kytara) a Jim Wiley (bicí), jehož posléze nahradil právě Garvin. Lankin a Scheraga následně odešli založit vlastní projekt pod názvem Bloom.
Během tohoto prvního přerušení činnosti Allan zůstal v Baltimoru, kde spolupracoval s Mickym Cucchiellou a jeho skupině The Baltimore City Small Stars. V první polovině devadesátých let se Allan rozhodl obnovit Honor Among Thieves, to se poprvé setkali Allan a Reid, k nimž nejprve nastoupili kytarista George Bold a bubeník Brian Gannon. Ti se však záhy rozhodli vytvořit vlastní skupiny Zen of Earth, respektive Meditation Fuzz. Zůstali jen Allan a Reid, kteří do svých řad přijali Marka Beauchemina a staronového hráče na bicí Garvina.
Roku 1996 vydali ve vlastním nákladu, omezeném na 7000 kusů a pouze v okolí Baltimoru, první EP album s názvem Grow. Na to vyrazili na turné po východním pobřeží, před tím často hrávali živě v ulicích Baltimoru. Koncertovali celkem dva roky, během tohoto turné si vybrali nové jméno Radiostar. V listopadu 1998 měla kapela za cíl získat smlouvu s velkým vydavatelem, což se nakonec podařilo již během března 1999, kdy podepsali kontrakt s RCA Records. V tu dobu mělo však vydavatelství pod svými křídly již jednu skupinu se stejným názvem, a tak si dřívější Radiostar zvolili nový název podle stíhacího letounu Lockheed SR-71 Blackbird.

### Now You See Inside, vrchol úspěchu (1999 – 2001)
Později během natáčení videoklipu k singlu „Right Now“ Mitch Allan v rozhovoru pro Los Angeles Times uvedl, že to byl manažer kapely Andy Martin, komu vděčí skupina za spojení s těmi správnými lidmi a za rychlé uzavření smlouvy s RCA. Kontrakt na dvě studiová alba byl dle slov pravníka skupiny, jež aktivně posílal nabídky vydavatelům, jedním z nejvýhodnějších vůbec, pokud jde o začínající projekty. Když 20. června 2000 dorazilo debutové album Now You See Inside do hudebnin, jeho pilotní singl „Right Now“ již šest týdnů figuroval v žebříčcích singlů – z tehdejší 19. pozice na Billboard Modern Rock charts se vyzdvihl až na druhou ve stejném žebříčku; figuroval dále na Billboard Pop Songs (30.), Mainstream Rock Songs (38.) a Radio Songs (81.); na singlu spolupracoval s Allanem Butch Walker, tehdy člen Marvelous 3, později producent spolupracující například s Bowling for Soup, Simple Plan či Avril Lavigne. Do hitparády alternativní hudby se navíc dostal i „Politically Correct“ , jenž vrcholil na 22. místě. Samotný debut, který produkovali Gil Norton (Foo Fighters, Pixies), David Bendeth (Underoath, Killswitch Engage) a John Stanks (Unwritten Law, Jane's Addiction), se umístil na 81. pozici Billboard 200 a ještě lépe na druhém místě Billboard Heatseekers a získal ocenění zlaté desky za více než půl milionu prodaných kusů.
Na podporu alba se kapela vydala na turné po Spojených státech. I přes velký úspěch prvotiny se kapela rozešla s bubeníkem Danem Garvinem, jenž v polovině turné odešel do Nine Days, a nahradil ho John Allen (Child's Play). Allen byl již před svým oficiálním přistoupením byl dlouholetým přítelem kapely a dle jeho slov přestup nemohl proběhnout hladčeji. Píseň „Non-Toxic“ se objevila v unikátní verzi na společném albu SR-71, Eve 6 a Lit s názvem Sonic Style, vydaném v Japonsku 25. července 2001. 18. září téhož roku vyšlo kompilační album Listen to What the Man Said: Popular Artists Pay Tribute to the Music of Paul McCartney, složené s coverů písní ze sólo kariéry Paula McCartneyho, na níž SR-71 přispěli skladbou „My Brave Face“, přílišný obdiv ale nezískali; dle recenze Kennetha Bayse byla verze SR-71 nemožné stylizovaná a působila v celku nevýrazně a nepřirozeně.

### Tomorrow, nová sestava (2002 – 2003)
Tomorrow, druhé studiové album, vyšlo 22. října 2002. Společně ho produkovali Mitch Allan, Butch Walker a Neal Avron (Everlear, New Found Glory), poslední z trojice se skupinou spolupracoval jako hudební inženýr již u jejich debutu; poslední, bonusovou skladbu „Non-toxic“ v novém provedení produkoval David Bendeth. Podle kritiků se muzikálně skupina přesunula více ka hard rocku až nu metalu. Mitch Allan se ve svém zpěvu dle Jasona Taylora inspiroval u zpěváka Linkin Park Chestera Bennigtona.
Tomorrow je prvním albem, na němž si John Allen zahrál se skupinou ve studiu. Frontman Allan se textařsky podílel na všech jedenácti písních, řadu z nich napsal úplně sám. Stejnojmenný singl se v žebříčku Alternative Songs vyšplhal na dvacátou pozici. Píseň „My World“ se objevila na albu vicemistra čtvrté řady American Idol Bo Bice The Real Thing (Mitch Allan i zde doprovázel na kytaru) a skladbu „Goodbye“ využila World Wrestling Entertainment na akci WWE No Way Out roku 2004. Během nahrávání alba vytvořila kapela cover písně „Let It Whip!“, v originále od Dazz Band, pro film Z nuly hrdinou.
Přes komerční fiasko RCA finančně podpořilo turné na podporu alba na přelomu let 2002 a 2003. Turné se nevyvedlo, a tak začaly uvnitř kapely pře. Během roku 2003 ze skupiny odstoupil jednak Jeff Reid, jehož postihla rakovina plic, na níž o rok později zemřel, jednak Matt Beauchemin (odešel hrát s Vanessou Carlton); jeho odchod byl vyvrcholením rozepří po méně úspěšném druhém albu a klesající popularitě. Do skupiny tak přišli Mike Ruocco (baskytara) a Pat DeMent (kytara). I přes menší prodejnost se druhé album umístilo v Billboard 200, konkrétně na 138. místě. Následně vypršel dvoualbový kontrakt s RCA a skupina tak opustila jeho křídla.

### Here We Go Againa následné přerušení činnosti (2003 – 2008)
Ač byla bez podpory vydavatele, začala skupina pracovat v druhé polovině roku 2003 na materiálu ke třetímu albu na vlastní náklady. Produkci, mastering i mixing alba obstaral sám frontman Mitch Allan, který zároveň napsal sám text ke všem písním s výjimkou dvou, na nichž přidal ruku k dílu bubeník John Allen, a skladby „She Was Dead“; ta se objevila již na předchozím albu Tomorrow a podílel se na ní Kevin Kadish. Až roku 2004 získala kapela nového vydavatele, jímž se však stal japonský Crown Japan, třetí album s názvem Here We Go Again tak vyšlo 21. května 2004, ale pouze v Japonsku. Album nepřitáhlo příliš pozornosti a neumístilo se v žádných žebříčcích, ve Spojených státech totiž nebylo dostupné.
Přesto se několik skladeb z alba do povědomí a hitparád dostalo. Kapela Bowling for Soup na svém studiovém albu A Hangover You Don't Deserve coververzi písně „1985“, později vydanou jako singl, s mírně pozměněným textem. Dostala se do rozhlasového éteru a završila svoji pouť žebříčkem Billboard Hot 100 na 23. místě. Objevila se i v dalších žebříčcích Billboard: Radio Songs (24.), Pop Songs (10.), Adult Pop Songs (5.) a Digital Songs (5.).  Allan i Allen byli uvedeni jako tvůrci textu i na této verzi. Mitch Allan navíc vystoupil i v hudebním klipu k písni od Bowling for Soup.
Titulní skladba „Here We Go Again“ byla znovu nahrána roku 2006, tehdy ji vydala pop punková skupina JParis na svém studiovém albu Call It What You Want, které Mitch Allan produkoval a byl uveden opět jako autor textu. Píseň „Axl Rose (Where Did You Go?)“ byla později vydána v tisíci kusech jako singl s písněmi „Here We Go Again“ a „All American“ jako B-sidy. Na přebalu singlu se objevila fotografie frontmana Guns N' Roses. Dalším singlem se stala píseň „In Your Eyes“, coververze původní písně od Petera Gabriela z jeho alba So vydaného v roce 1986.
Od roku 2006 se začal Mitch Allan věnovat více sólové kariéře, chystal se vydat první sólové album. Roku 2007 kapela oficiálně oznámila pozastavení činnosti na neurčitou dobu a naposledy zahrála v nevadském Hendersonu společně s kapelami Vertical Horizon, Nine Days a Marcy Playground.

### Obnovení činnosti (2009 – současnost)
25. července 2009 se SR-71 znovu spojili, aby zahráli na festivalu Wicker Park Bucktown Arts & Music Festival v Chicagu. 25. října téhož roku spolu vystoupili podruhé, tentokrát v Baltimoru. Doprovodily je kapely Cinder Road a Charm City Devils, v níž John Allen zastával pozici hlavního zpěváka.
23. listopadu 2010 bylo konečně oficiálně ve Spojených státech vydáno třetí album Here We Go Again obsahující oproti původní japonské verzi navíc tři koncertní skladby „I Want You To Want Me“, „In Your Eyes“ a „Mosquito“.

## Styl a hudební vzory
Kapela SR-71 hraje moderní hudbu, dle serveru Allmusic spadá do pop rockového žánru. V průběhu existence vystřídala několik stylů, nejzřetelnější je ovlivnění alternativním rockem, jejich písně se objevily v hitparádě Billboard věnované alternativnímu rocku. Leigh Buckley Fountain z Richmond Times-Dispatch napsal, že SR-71 představuje „původní solidní alternativní rock“. Dále v souvislosti s muzikou SR-71 bývají spojovány pop punk, punk a indie rock, The Washington Post a Los Angeles Times zmiňují „jiskřivý“, respektive „příjemný“ power pop. K prvnímu albu Whitney Gomez z Allmusic přiřadila čistý pop, zatímco u jeho následovníka, alba Tomorrow, píše Gomez o nu metalu a její kolega Jason Taylor o příklonu hard rocku. V New York Daily News zařadili kapelu slovy „klasický rock s nádechem alterna-rocku“.
Los Angeles Times kapelu pro její mladistvý a vyhlazený vzhled připodobnila ke kapelám 'N Sync a Backstreet Boys. MacKenzie Wilson skupinu přirovnala k blink-182 a Less Than Jake, nicméně kořeny vlivů nalezla v britských punkových skupinách UK Subs a Sex Pistols, zmínila i vliv The Beatles, Queen, Duran Duran a The Police. U jednotlivých písní se pak objevují srovnání s dalšími hudebníky, například Kiss, The Kinks a The Rolling Stones. Podle Taylora se u druhého alba projevil vliv Linkin Park a Allanovo ovlivnění jejich zpěvákem Chesterem Benningtonem.

## Odkaz a odrazy v kultuře
V roce 2002 přezpívali píseň Dazz Band „Let It Whip“ pro soundtrack ke komedii Z nuly hrdinou (Ed Deckter, 2002). Píseň „1985“, která vyšla původně pouze v Japonsku na třetím studiovém albu, byla přezpívána kapelou Bowling for Soup na jejich albu A Hangover You Don't Deserve s mírně pozměněným textem.
Mimo svá studiová alba se nahrávky SR-71 objevily na několika kompilačních albech. „Right Now“ se objevila na Total Rock – 36 nejžhavějších rockových písní. „Non-Toxic“ byla vydána coby třetí stopa společně se skladbami „Promises“ (Eve 6) a „Over My Head“ (Lit) na albu Sonic Style.<refname="sonicstyle" /> Přispěli svým dílem na album k poctě Paula McCartneyho Listen to What the Man Said: Popular Artists Pay Tribute to the Music of Paul McCartney, zde přezpívali píseň „My Brave Face“. Zahráli píseň „Christmas Is the Time to Say I Love You“ na Vánoční kompilaci A Very Special Christmas, Vol. 5. Píseň „My World“ se mimo studiovky The Real Thing zpěváka Bo Bice dostala do kompilace Now Playing [BMG Special Products]; „Last Man on the Moon“ se roku 2005 blýskla na albu Cool Traxx!, Vol. 2.

## Členové kapely

### Finální sestava
- Mitch Allan – zpěv, kytara (1998–současnost)
- Pat DeMent – kytara, doprovodný zpěv (2003–současnost)
- Mike Ruocco – basová kytara, doprovodný zpěv (2003–současnost)
- John Allen – bicí, perkuse, doprovodný zpěv (2002–současnost)

### Dřívější členové
- Dan Garvin – bicí, perkuse (1998–2001)
- Mark Beauchemin – kytara, doprovodný zpěv (1998–2003)
- Jeff Reid – baskytara (1998–2003; zemřel 2004)

## Diskografie
- Now You See Inside (2000)
- Tomorrow (2002)
- Here We Go Again (2004)